# コンクリート診断士
コンクリート診断士（コンクリートしんだんし）とは、公益社団法人日本コンクリート工学会が実施する講習会を受講し、試験によって相応レベルのコンクリート診断・維持管理の知識・技術を保有していると認定され、登録した者に与えられる称号のことである。

## 概要
コンクリート診断士試験は、社会資本として90億m3余りストックされていると言われるコンクリート構造物を永く供用するために必要な劣化診断・維持管理能力のある技術者を養成し、社会に貢献する事を目的に2001年より行われている。名前が示すとおり、コンクリート構造物を診断するための高度な知識・技術力が要求される。国交省の定めた「公共工事に関する調査及び設計等の品質確保に資する技術者資格登録規程」には、橋梁（鋼橋、コンクリート橋）の点検および診断業務に必要な知識・技術を満たす技術者として登録されている。また国交省は2023年度より、直轄管理橋梁では担当技術者に対して点検資格等の取得義務化を図ることとしている。要件とする担当技術者資格は、管理技術者に要求される資格、コンクリート診断士などの国土交通省登録資格、および、道路橋メンテナンス技術の講習とされている。国交省が点検・診断業務を委託する際、受注者となる建設コンサルタントのうち、業務を統括する管理技術者は、技術士（建設部門）、博士号、土木学会認定技術者等の資格を要件としている。今後、直轄管理橋梁での点検業務における担当技術者への資格取得の義務化を通じて、自治体管理橋梁でも有資格者により点検されるよう環境整備が図られることになっており、コンクリート診断士の果たす役割が高まりつつある。

## 職務
コンクリート診断士に求められているのは主に以下の事柄である。
- 構造体のコンクリートについて劣化の程度を診断すること

診断のための計画、調査・測定、評価および判定に関する知識が必要とされる。
- 維持管理の提案をすること

劣化の進行予測と各種対策の効果の予測などの知識が必要とされる。

## 求められる資質
診断という行為のため、高い技術力だけでなく高いモラルも求められている。2005年に発覚した構造計算書偽造問題のように一技術者の公正を欠いた行動で社会的な信用問題にも発展するため、職業倫理に則した行動が求められる。

## 類似資格
- コンクリート技士・コンクリート主任技士（公益社団法人日本コンクリート工学会）
- プレストレストコンクリート技士（公益社団法人プレストレストコンクリート工学会）
- コンクリート構造診断士（公益社団法人プレストレストコンクリート工学会）